# Nicolaus Mercator
Nicolaus Mercator, in tedesco Nikolaus Kauffmann (Eutin, 1620 – Versailles, 14 gennaio 1687), è stato un matematico tedesco.

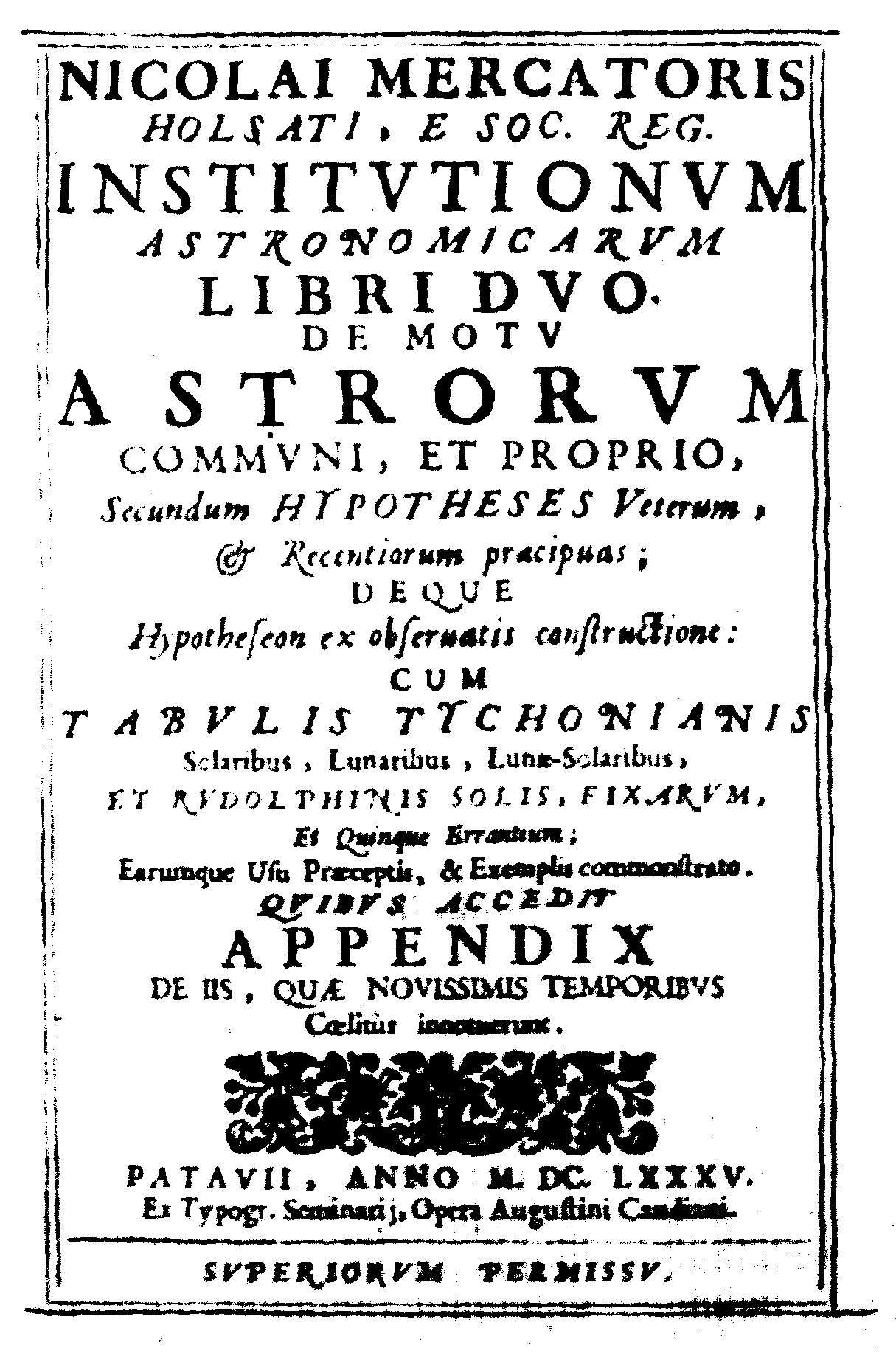
Institutionum astronomicarum libri, 1685

Nel 1632 entrò nell'Università di Rostock e nel 1641 ottenne una laurea. Dopo un breve periodo di studio a Leida, nel 1642 ottenne un posto all'Università di Rostock.  Nel 1648 ottenne un insegnamento all'Università di Copenaghen, interrotto nel 1654, quando questa università fu chiusa per la peste.
Visse poi a Parigi dal 1655 al 1657. Nel 1657 fu insegnante privato di Joscelyne Percy, figlio del decimo Conte del Northumberland, a Petworth nel Sussex, e successivamente insegnò matematica a Londra dal 1658 al 1682. Nel 1666 divenne membro della Royal Society. Progettò un cronometro da usare per la navigazione per Carlo II d'Inghilterra.
Trasferitosi in Francia nel 1682, progettò le fontane del Palazzo di Versailles; il pagamento di tale lavoro non gli venne però versato, in quanto lo si condizionava alla sua conversione al cattolicesimo, ed egli morì in misere condizioni nel 1687.
Nell'ambito della matematica, Nicolaus Mercator è noto soprattutto per il suo trattato sui logaritmi, intitolato Logarithmo-technica, pubblicato nel 1668. In esso viene descritta la serie di Mercator, scoperta indipendentemente anche da Gregorio di San Vincenzo e da Newton:
{\displaystyle \ln(1+x)=x-{\frac {1}{2}}x^{2}+{\frac {1}{3}}x^{3}-{\frac {1}{4}}x^{4}+\cdots } .
Questo sviluppo fu ottenuto considerando lo sviluppo in serie geometrica dell'espressione per l'iperbole equilatera
{\displaystyle {1 \over 1+x}=1-x+x^{2}-x^{3}+...}
e applicando a tale sviluppo il procedimento di quadratura proposto da John Wallis.
In questo trattato viene usato per la prima volta, per il logaritmo in base e, il termine logaritmo naturale (nella sua forma latina log naturalis). L'uso di questo termine da parte di Nicolaus Mercator è piuttosto sorprendente in quanto precede gli sviluppi del calcolo infinitesimale, nel quale sono evidenziate le proprietà del logaritmo in base e che possono essere considerate naturali.

## Opere
- (LA) Institutionum astronomicarum libri, Pavia, Tipografia del Seminario, 1685.